# Arcanum (Ohio)
Arcanum ist ein Village im Darke County im US-Bundesstaat Ohio in den Vereinigten Staaten. Das U.S. Census Bureau hat bei der Volkszählung 2020 eine Einwohnerzahl von 2347 ermittelt.

## Geschichte
Arcanum wurde im Jahr 1849 angelegt. In Arcanum ist seit 1852 ein Postamt in Betrieb.
Der Anschluss an die Eisenbahn erfolgte im Jahr 1852 durch die Dayton and Union Rail Road, die eine Strecke von Union City nach Trotwood bei Dayton errichtete. Ab 1864 zählte diese Strecke zum Netz der Baltimore and Ohio Railroad, ab 1987 zur CSX Transportation. 1983 wurde der nördlich von Arcanum gelegene Abschnitt stillgelegt, zehn Jahre später auch der südliche Teil. 1881 eröffnete die Indiana, Bloomington and Western Railway eine Bahnstrecke von Springfield über Arcanum nach Indianapolis, die etwa zehn Jahre später an die CCC&StL verkauft wurde. Spätestens ab Mitte der 1950er-Jahre hatte diese Verbindung nur noch lokale Bedeutung und wurde am 31. März 1976 mit Ausnahme kurzer, im Ortsbereich von Arcanum gelegener Abschnitte stillgelegt. Letztere wurden noch bis 1993 zum Getreidetransport genutzt. Von 1901 bis 1925 war Arcanum ferner durch eine Überlandstraßenbahn der Indiana, Columbus and Eastern Traction zwischen Dayton und Union City erschlossen.
Die Gemeinde besitzt drei Parks zur Naherholung und eine Schwimmanlage: den Arcanum Community Park, den Ivester Community Park, den Veterans Memorial Park und den Arcanum Community Pool.
Zu den Kirchen des Ortes zählen die Trinity United Methodist Church, die Immanuel Baptist Church sowie die Faith United Methodist Church.

## Geografie
Arcanum liegt zentral im Landwirtschaftsgürtel von Ohio.
Das Dorf befindet sich direkt an der State Route 49 in Darke County, etwa 35 Meilen nordwestlich der Stadt Dayton mit ihrem Flughafen und 15 Meilen östlich der Grenze zu Indiana. Die Interstate 70, 18 Meilen südlich des Ortes, stellt eine Ost-West-Verbindung dar. Weniger als 25 Meilen entfernt befindet sich zudem ein Anschluss an die Interstate 75 als Nord-Süd-Verbindung.
Arcanum besitzt mit dem Heins Field Airport (OA23) ein regionales Flugfeld mit einer kombinierten Start- und Landebahn.

## Demografie
| Jahr | Einwohner |
| ---- | --------- |
| 1870 | 450       |
| 1880 | 778       |
| 1890 | 1134      |
| 1900 | 1225      |
| 1910 | 1361      |
| 1920 | 1311      |
| 1930 | 1149      |
| 1940 | 1188      |
| 1950 | 1530      |
| 1960 | 1678      |
| 1970 | 1993      |
| 1980 | 2002      |
| 1990 | 1953      |
| 2000 | 2076      |
| 2010 | 2129      |
| 2020 | 2347      |

Nach der US-amerikanischen Volkszählung im Jahr 2010 lebten hier 2129 Menschen in 888 Haushalten und 608 Familien (geschätzte Bevölkerung 2019: 2008 Einwohner).
Die Bevölkerungsdichte betrug 632,3 Einwohner pro km². Ethnisch betrachtet setzte sich die Bevölkerung aus 98,8 Prozent Weißen, 0,3 Prozent Hispanics und Lateinamerikanern, 0,2 Prozent Asiatischen Amerikanern, 0,1 Prozent Afroamerikanern sowie 0,1 Prozent anderen Ethnien zusammen; 0,7 Prozent der Bevölkerung ordnete sich dabei zwei oder mehr Ethnien zu.
Von den 888 Haushalten hatten 35,8 Prozent Kinder und Jugendliche unter 18 Jahre, die bei ihnen lebten. 53,5 Prozent waren verheiratete, zusammenlebende Paare, 11,5 Prozent waren allein erziehende Mütter, 3,5 Prozent waren allein erziehende Väter und 31,5 Prozent waren keine Familien. 28 Prozent bestanden aus Singlehaushalten und in 13,2 Prozent lebten Menschen im Alter von 65 Jahren oder darüber allein. Die Durchschnittshaushaltsgröße betrug 2,4 und die durchschnittliche Familiengröße lag bei 2,94 Personen.
Auf den gesamten Ort bezogen setzte sich die Bevölkerung zusammen aus 26,5 Prozent Einwohnern unter 18 Jahren, 7,4 Prozent Einwohnern zwischen 18 und 24 Jahren, 26,7 Prozent der Einwohner waren zwischen 25 und 44 Jahren, 22,6 Prozent zwischen 45 und 64 Jahren und 17,1 Prozent waren 65 Jahre alt oder darüber. Das Durchschnittsalter betrug 37,4 Jahre und es gab 47,3 Prozent Männer und 52,7 Prozent Frauen.
Im Jahr 2000 betrug das jährliche Durchschnittseinkommen eines Haushalts 42.649 USD, das Durchschnittseinkommen der Familien betrug 51.429 USD. Männer hatten ein Durchschnittseinkommen von 36.850 USD, Frauen 21.597 USD. Das Prokopfeinkommen betrug 19.597 USD. 2,5 Prozent der Familien und 3,5 Prozent der Bevölkerung lebten unterhalb der Armutsgrenze; davon 2 Prozent der unter 18-Jährigen und 5,9 Prozent der übr 65-Jährigen.

## Politik
Bürgermeisterin des Ortes ist Bonnie L. Millard, die zeitgleich Vorsitzende des Stadtrats ist. Ratsmitglieder sind Tim Philpot, Rick Genovesi, Jerry Boolman, Blaine Vencill, Bonnie L. Millard und Eric VanHoose. Nur bei Stimmengleichheit gibt die Ratsvorsitzende ihre Stimme ab. Die Verwaltung beaufsichtigt alle Vorgänge der Versorgungsbetriebe von Arcanum.

## Bildung
Arcanum besitzt zwei Grundschulen, die Arcanum Elementary School und die Franklin Monroe Elementary School, sowie die Butler Middle School.
Weiterführende Schulen sind die Arcanum High School und die Franklin Monroe High School im benachbarten Pitsburg. Die Arcanum-Butler-High-School wurde vom US-Bundesstaat Ohio als hervorragend eingestuft; die Basketball-Mannschaft der High School war im Jahr 1969 Landesmeister (Men’s basketball state champions 1969).
Der Schulbezirk Arcanum Butler eröffnete im Januar 2011 für 29,5 Millionen USD ein neues Schulzentrum für Schüler der Klassen K-12, das auch die Bezirksverwaltung beherbergt.
Die Darke-County-Außenstelle des Edison Community College ist in 17 Minuten erreichbar, der Hauptcampus in Piqua in 37 Minuten. Weitere Hochschulen im Umkreis von Arcanum sind die Wright State University in Dayton, der Wright State University Lake Campus in Celina, das Sinclair Community College der University of Dayton sowie das East and Earlham College der Indiana University in Richmond.
Die Arcanum Public Library ist die öffentliche Bibliothek des Ortes.

## Söhne und Töchter der Stadt
- Mark York (1965–2021), US-amerikanischer Schauspieler